# 학남서원
학남서원은(鶴南書院) 대한민국 경상북도 청도군에 위치한 조선 시대의 서원이다. 1977년에 창건되었으며, 최치원(崔致遠)을 제향하고 있다.